# Coming in hot
«Coming in hot» es un sencillo del rapero cristiano estadounidense Lecrae, en colaboración con Andy Mineo, grabado como sencillo y luego incluido en el álbum colaborativo de Reach Records titulado Summer Eighteen.
Hasta la fecha, ha sido certificada RIAA Digital Gold por más de 500000 descargas y transmisiones a pedido en agosto de 2021, y Digital Platinum en 2023 por sobrepasar la cifra de un millón,  convirtiéndose además en una canción viral en redes sociales, incluso, utilizada por personalidades como Kim Kardashian y Will Smith.
Logró posicionarse en Billboard tres años después de su lanzamiento, siendo este un fenómeno poco usual en la música.

## Lanzamientos
La canción originalmente fue un sencillo de los raperos Lecrae y Andy Mineo, que posteriormente se incluyó al compilatorio Summer Eighteen. En 2019, se lanzaría el vídeo oficial de dicha canción, al notar los artistas la gran acogida que había tenido la canción, con 10 millones de reproducciones en plataformas digitales. Sin embargo, no sería hasta 2020 cuando el sencillo recibiría gran exposición, al ser la banda sonora de estados en redes sociales de diversos artistas conocidos como Kim Kardashian, Will Smith, Steph Curry, entre otros, esto generó que la canción, a tres años de haber sido lanzada, entrara en listas de Billboard, un caso poco usual en la música, llegando a la posición #2 en la lista Billboard Triller US Chart y #3 en Triller Global Chart, por tal motivo, los números de reproducciones aumentaron aún más, llevando a Reach Records a aprovechar el auge de la canción lanzando un EP de 4 remezclas del tema, en búsqueda de la certificación RIAA, misma, que llegaría semanas después en agosto de 2021 como Oro.
Andy Mineo incluiría esta canción como Bonus Track en su álbum de 2021, Neverland II. El 16 de octubre de 2023, la certificación RIAA para este sencillo cambiaría a Platino.

## Certificaciones
| País                                             | Certificación | Fecha                 | Unidades certificadas              |
| ------------------------------------------------ | ------------- | --------------------- | ---------------------------------- |
| Estados Unidos                                   | Oro           | 19 de agosto de 2021  | <500.000 (Plataformas digitales)   |
| Estados Unidos                                   | Platinum      | 16 de octubre de 2023 | <1.000.000 (Plataformas digitales) |
| Flujo de ventas basado solo en la certificación. |               |                       |                                    |